# HD 142
HD 142  es un amplio sistema de estrellas binarias en la constelación de Fénix, que posee un exoplaneta orbitándola.

## Sistema estelar binario
El componente principal es una estrella amarillo-blanca apenas visible a simple vista, con una magnitud visual aparente de 5,7. El sistema está ubicado a una distancia de 85,5 años luz del Sol según las mediciones de paralaje, y se está alejando con una velocidad radial de +6 km/s.
El componente principal es una estrella de tipo F de la secuencia principal  con una clasificación estelar de F7V, que indica que está experimentando una fusión de hidrógeno del núcleo. Tiene una antigüedad estimada de 2500 millones de años y gira con una velocidad de rotación proyectada de 10 km / s. La estrella tiene 1,25 veces la masa del Sol y 1,4 veces el radio del Sol. Radia 2.9 veces la luminosidad del Sol desde su fotosfera a una temperatura efectiva de 6.338 K.
En 1894 se detectó una estrella compañera de magnitud 11,5, lo que lo convierte en un sistema estelar binario. Se confirmó que la compañera binaria estaba ligada gravitacionalmente en 2007 y se determinó que era una enana roja de tipo espectral K8.5-M1.5 con 54% de la masa solar. El par tiene una separación proyectada de 120,6 UA.

## Sistema planetario
En 2001, el equipo anglo-australiano de búsqueda de planetas dirigido por Chris Tinney anunció el descubrimiento de un planeta extrasolar que orbitaba la estrella primaria. En 2006 se observó una tendencia lineal adicional en los datos de velocidad radial que podría haberse debido a otro planeta o al compañero estelar. En 2012, mediciones adicionales permitieron la detección de un segundo planeta. En los datos se observó un tercer planeta posible con un período de 108 días, pero con una probabilidad de falsa alarma del cinco por ciento. Otro artículo del mismo equipo actualizó los parámetros para b y c, pero no mencionó el posible planeta d.
El planeta HD 142 b de este sistema planetario es un planeta joviano que orbita la estrella HD 142 a aproximadamente 1 UA. Esto lo pone en la zona habitable de la estrella.
| Compañero (en orden desde la estrella) | Masa            | Eje semimayor (UA) | Periodo orbital (días) | Excentricidad | Inclinación | Radio |
| -------------------------------------- | --------------- | ------------------ | ---------------------- | ------------- | ----------- | ----- |
| d (sin confirmar)                      | ≥0.30 MJ        | 0.469              | 108.39                 | 0.12          | —           | —     |
| b                                      | ≥1.268±0.107 MJ | 1.0467±0.0015      | 352.48±0.77            | 0.294±0.076   | —           | —     |
| c                                      | ≥5.35±0.27 MJ   | 7.139±0.025        | 6,268±32               | 0.138±0.055   | —           | —     |